# Pandharpur (Aurangabad)
Pandharpur è una suddivisione dell'India, classificata come census town, di 9.701 abitanti, situata nel distretto di Aurangabad, nello stato federato del Maharashtra. In base al numero di abitanti la città rientra nella classe V (da 5.000 a 9.999 persone).

## Geografia fisica
La città è situata a 19° 50' 18 N e 75° 15' 57 E.

## Società

### Evoluzione demografica
Al censimento del 2001 la popolazione di Pandharpur assommava a 9.701 persone, delle quali 5.453 maschi e 4.248 femmine. I bambini di età inferiore o uguale ai sei anni assommavano a 1.766, dei quali 936 maschi e 830 femmine. Infine, coloro che erano in grado di saper almeno leggere e scrivere erano 6.043, dei quali 3.928 maschi e 2.115 femmine.